# Día Internacional del Orgullo LGBT
El Día Internacional del Orgullo LGBT —también conocido como Día Internacional del Orgullo— es un día que se celebra mundialmente cada 28 de junio en conmemoración de los disturbios de Stonewall de 1969. Se realiza para reafirmar el sentimiento de orgullo sobre las orientaciones sexuales e identidades de género tradicionalmente marginadas y reprimidas, y para visibilizar su presencia en la sociedad y sus reclamos. En algunos países y ciudades coincide con la Marcha del Orgullo y otras festividades relacionadas con el movimiento LGBT. Además, en algunas capitales se celebra también la «semana del orgullo» y el «mes del orgullo», que no siempre coinciden con este día. 
Existen otros días internacionales relacionados con la comunidad LGBT+, oficiales en algunos casos, como el día internacional del fetichismo (variable en enero), de la visibilidad transgénero (31 de marzo), internacional de la visibilidad lésbica (26 de abril), internacional contra la homofobia, transfobia y bifobia (17 de mayo), internacional de las personas no binarias (14 de julio), internacional drag (16 de julio), internacional del BDSM (24 de julio), internacional de la bisexualidad (23 de septiembre), de la conciencia para la comunidad intersexual (26 de octubre), de la memoria transexual (20 de noviembre), entre otros.
La noción básica del «orgullo LGBT» reside en que ninguna persona debe avergonzarse de lo que es, sea cual sea su orientación sexual o su identidad de género. Surge como una respuesta política hacia distintos mecanismos que el sistema tradicionalista utiliza contra quienes se "desvían" de la heteronormatividad: la vergüenza, la exclusión y las agresiones físicas que pueden llegar hasta la muerte de la víctima. Desde un punto de vista lingüístico, el término «orgullo» designa 'el amor propio o la estima que cada persona tiene de sí misma como merecedora de respeto o consideración'. Esta definición transmite la idea de una dignidad intrínseca que todo ser humano posee y que no debe verse afectada por su orientación sexual ni por su identidad de género.

## Disturbios de Stonewall e historia
Los disturbios de Stonewall consistieron en una serie de manifestaciones espontáneas y violentas contra una redada policial que tuvo lugar en la madrugada del 28 de junio de 1969, en el bar conocido como Stonewall Inn del barrio neoyorquino de Greenwich Village. Frecuentemente se citan estos disturbios como la primera ocasión, en la historia de Estados Unidos, en la que la comunidad LGBT luchó contra un sistema que perseguía a los homosexuales con el beneplácito del gobierno, y son generalmente reconocidos como el catalizador del movimiento moderno pro derechos LGTB en Estados Unidos y en todo el mundo.
Durante las décadas de los 50 y 60, los gais y las lesbianas estadounidenses debían enfrentarse a un sistema legal mucho más hostil con los homosexuales que en muchos de los países al este del telón de acero.[cita requerida] Todos los estados del país, a excepción de Illinois, penalizaban el sexo homosexual consentido entre adultos en el ámbito privado. En 1961 un hombre adulto podía ser acusado de «crimen» por mantener sexo con otro adulto del mismo sexo de manera consensuada en la privacidad de su casa y podía imponérsele una multa ligera o llegar a pasar entre cinco y veinte años —a veces incluso toda la vida— en prisión. En 1971 veinte estados mantenían leyes sobre sexo «psicopático» que permitían la detención de homosexuales por esa razón. En Pensilvania y California, los considerados «ofensores sexuales» podían ser encerrados en instituciones mentales de por vida y en siete estados podían ser castrados. Durante las décadas de 1950 y 1960, la castración, la terapia emética, la hipnosis, la terapia de electrochoque, las lobotomías y las terapias de reorientación sexual eran los medios usados por los psiquiatras para intentar «curar» a los homosexuales de sus deseos. Los primeros grupos homófilos de Estados Unidos. fomentaron una cultura de no confrontación entre homosexuales y heterosexuales en su afán por demostrar que las personas homosexuales podían insertarse en la sociedad. Sin embargo, los últimos años de la década de 1960 fueron turbulentos debido a la confluencia de varias reivindicaciones sociales, como el movimiento afroamericano pro derechos civiles (1955-1968), la contracultura de los 60 y las manifestaciones contra la guerra. Este clima beligerante, junto al ambiente liberal de Greenwich Village, influyó en el desencadenamiento de los disturbios de Stonewall.

## Marchas y celebraciones

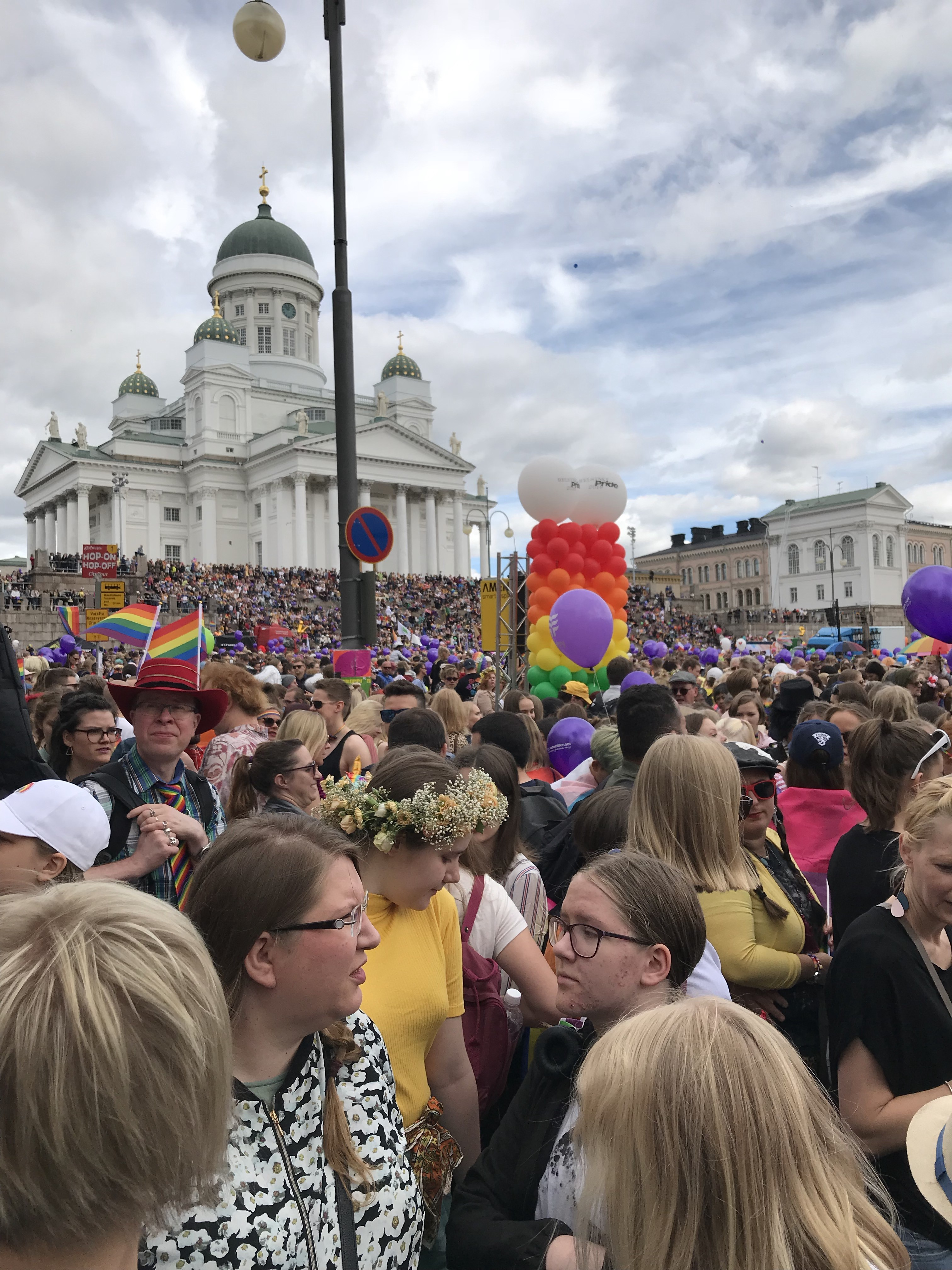
Orgullo en la Plaza del Senado en Helsinki, Finlandia en 2019.

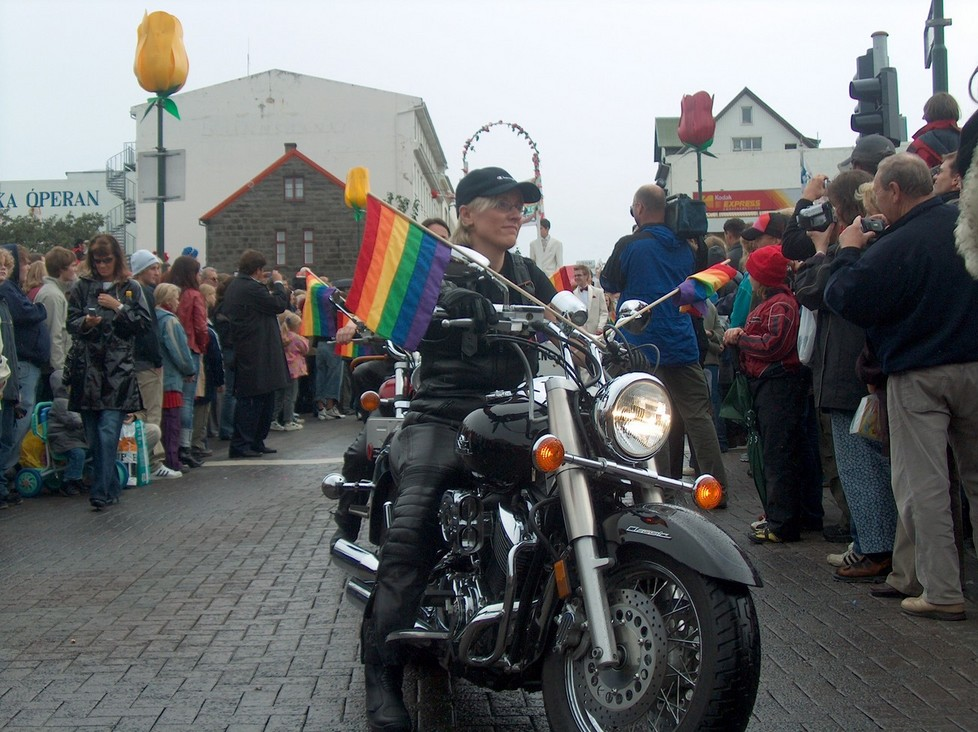
Orgullo de Reikiavik en 2004

La celebración se desarrolla comúnmente con coloridas marchas del Orgullo (en inglés pride parades; en francés marches des fiertés) que coinciden, en el hemisferio norte, con el inicio del verano. Los símbolos del orgullo LGBT (la bandera con los colores del arcoíris y los triángulos rosas) se exhiben durante estas fiestas, en las que, además de dar cabida a las reivindicaciones sociales o políticas que identifican a los colectivos participantes, también se realizan actividades culturales y lúdicas.
Una vez superadas las leyes que penalizaban las prácticas homosexuales en gran parte del mundo, en la actualidad se reivindica la despenalización en el resto de países, junto a otros asuntos en los que persiste una discriminación hacia el colectivo, como la lucha por la legalización del matrimonio igualitario o el establecimiento de las familias homoparentales (adopción de hijos por homosexuales), el respeto a la identidad sexual de las personas transexuales y sus derechos (cambio legal de sexo y nombre, tratamientos hormonales o quirúrgicos, etc.), además de denunciar la LGTBfobia (lesbofobia, homofobia, transfobia y bifobia) aún existente.

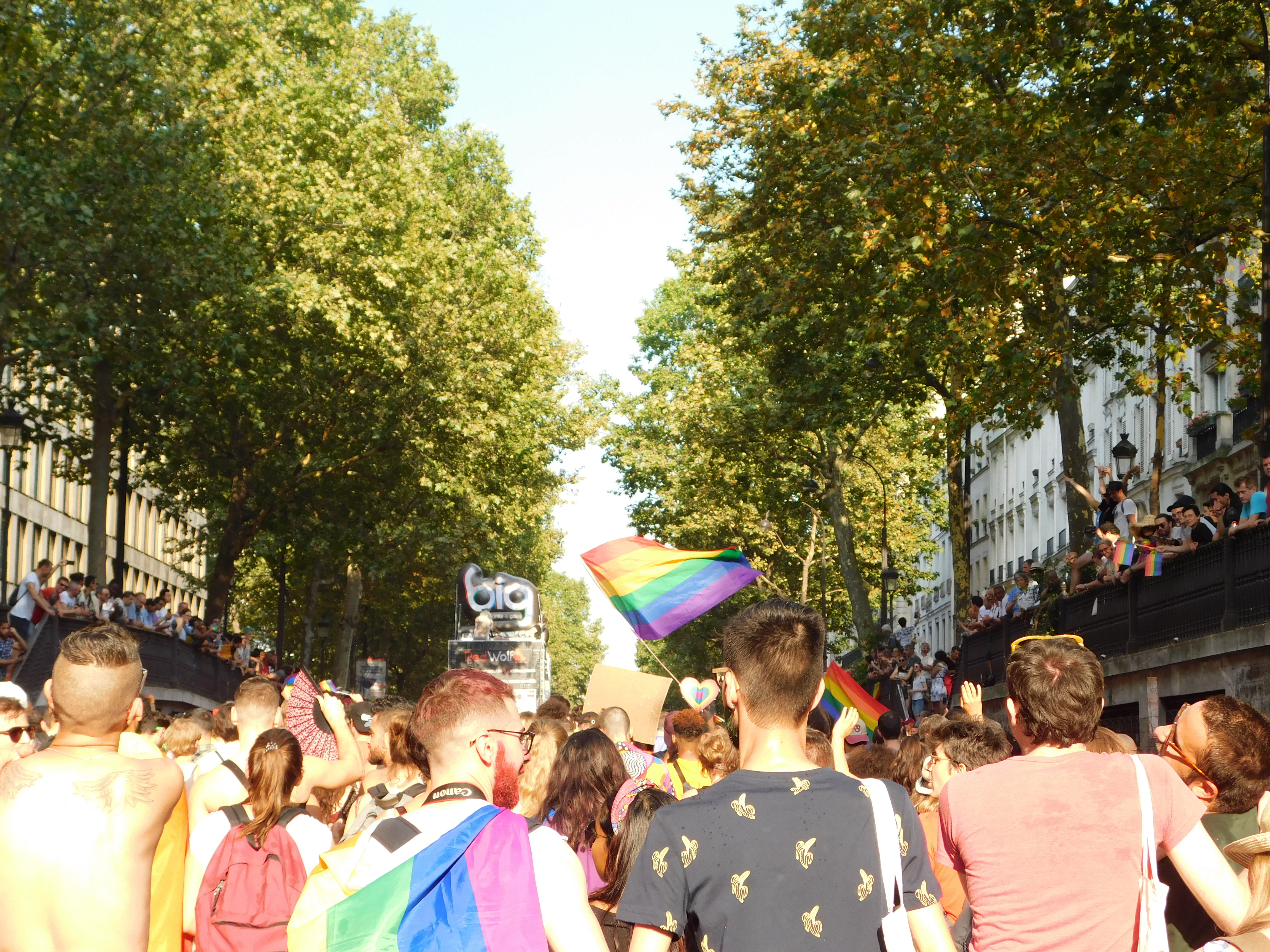
Marcha del Orgullo París 2018

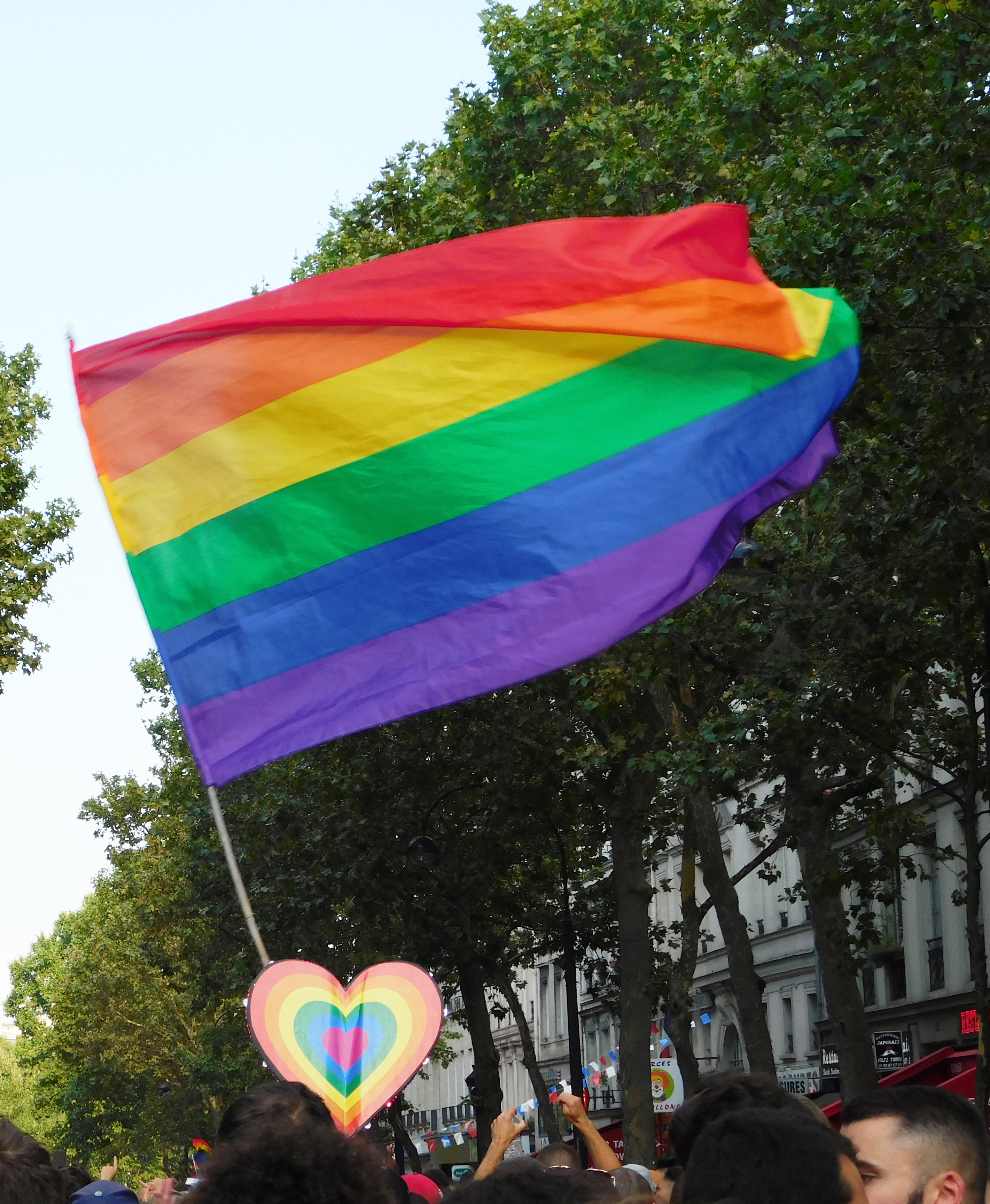
Marcha del Orgullo París 2018.

### Europa

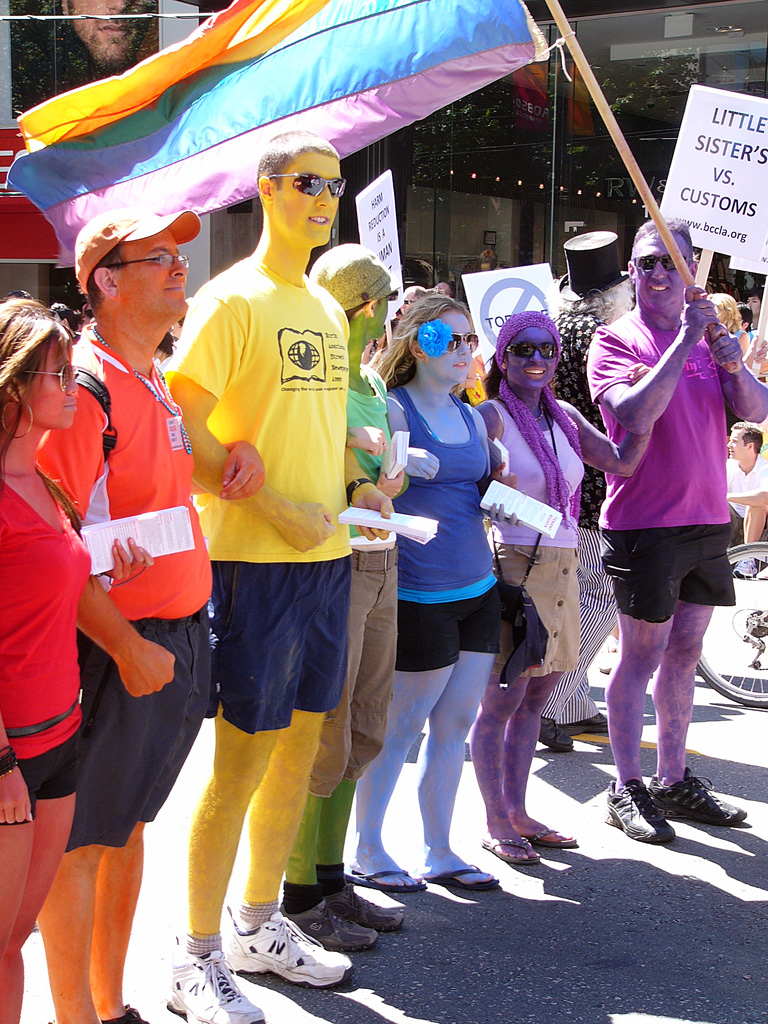
Manifestantes maquillados con los colores del arcoíris en el Orgullo de Vancouver de 2008.

En Europa, cada año las organizaciones de homosexuales de todos sus países eligen una ciudad distinta de forma itinerante para celebrar conjuntamente el orgullo LGTB de todo el continente, denominándose esta marcha Euroorgullo (en inglés: Europride).

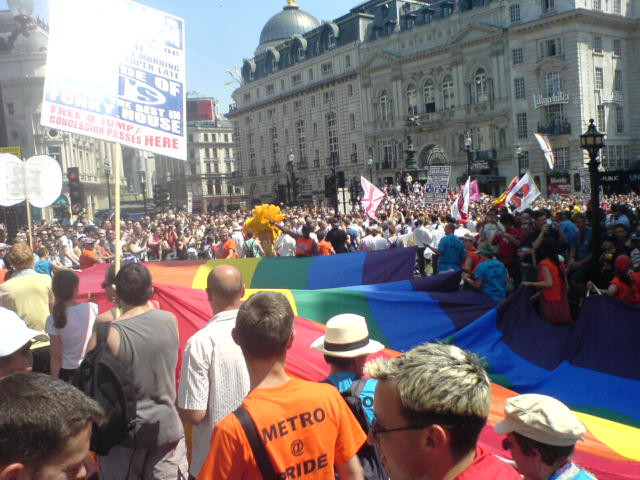
Europride 2006 en Londres.

En el ámbito europeo, la más multitudinaria es la de Madrid, con hasta 2 millones de asistentes. También son relevantes París y Londres, con unos 500 000 asistentes cada una; Ámsterdam y Estocolmo, con unos 300 000 asistentes cada ciudad, y Roma, con 200 000 asistentes.

#### España

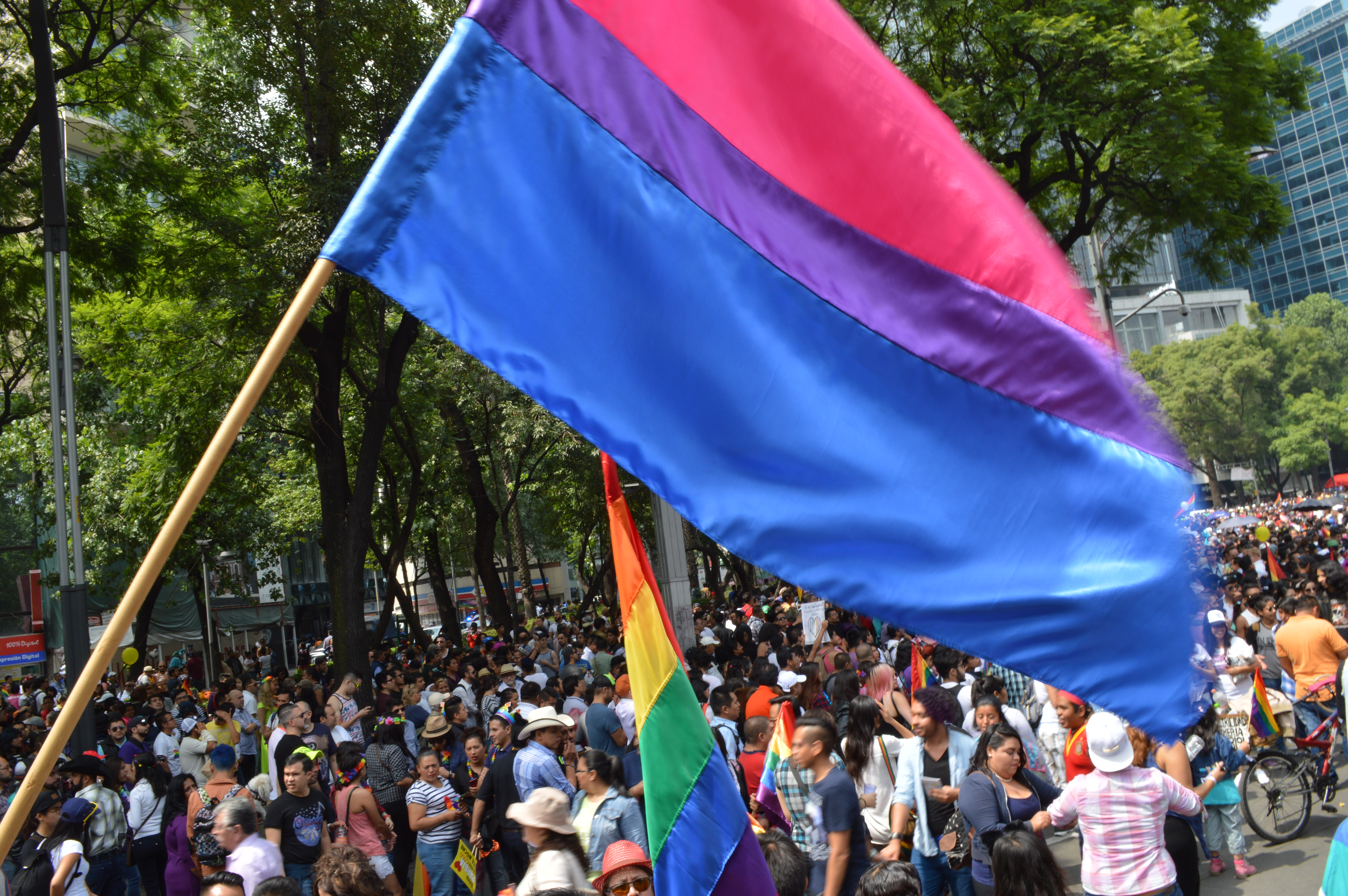
Marcha del Orgullo LGBTTTIQ+ 2016 Ciudad de México

Desde el 6 de julio de 2018, en España se reconoce esta celebración como «Día Nacional del Orgullo Gay».
La marcha del Orgullo más importante en Europa es la de Madrid (MADO), que tiene carácter estatal y que en los últimos años ha llegado a congregar a más de un millón de asistentes, alcanzándose cifras superiores en la celebración del Europride de 2007 o el WorldPride de 2017, por lo que se ha convertido en una de las celebraciones más populares de España.
Los organizadores de MADO (AEGAL, la Asociación de Empresarios y Profesionales para LGTB de la Comunidad de Madrid, COGAM, el Colectivo LGTB de Madrid, y la FELGTB y la Federación Estatal de Lesbianas, Gais, Transexuales y Bisexuales), junto con personas voluntarias y otras entidades colaboradoras, son los encargados de diseñar, durante la semana del Orgullo, un amplio programa de actividades culturales (espectáculos, conciertos, conferencias, exposiciones artísticas, etcétera) y lúdicas (competiciones deportivas, carreras de tacones, pases de modelos) tanto para los vecinos del barrio de Chueca como para el resto de visitantes y turistas que comparten la celebración, además del pregón oficial y la manifestación que, acompañada de un desfile popular con carrozas, música y baile, transita desde la glorieta de Atocha hasta la plaza de Colón.
Otras fiestas del Orgullo en España son las de Gran Canaria, Barcelona (50 000 asistentes en la marcha y 250 000 en la celebración; sus organizadores lo describen como el mayor Orgullo del Mediterráneo), Sevilla (10 000 asistentes en 2015), Valencia, Bilbao, La Coruña, Zaragoza, Murcia, Cartagena, Valladolid o Palma de Mallorca, entre otras.

#### Alemania
Las celebraciones del Orgullo LGBT en Alemania suelen denominarse Christopher Street Day (CSD) en homenaje a la calle donde se encuentra el Stonewall Inn. Algunos de los más multitudinarios son los de Berlín y Colonia.

### América

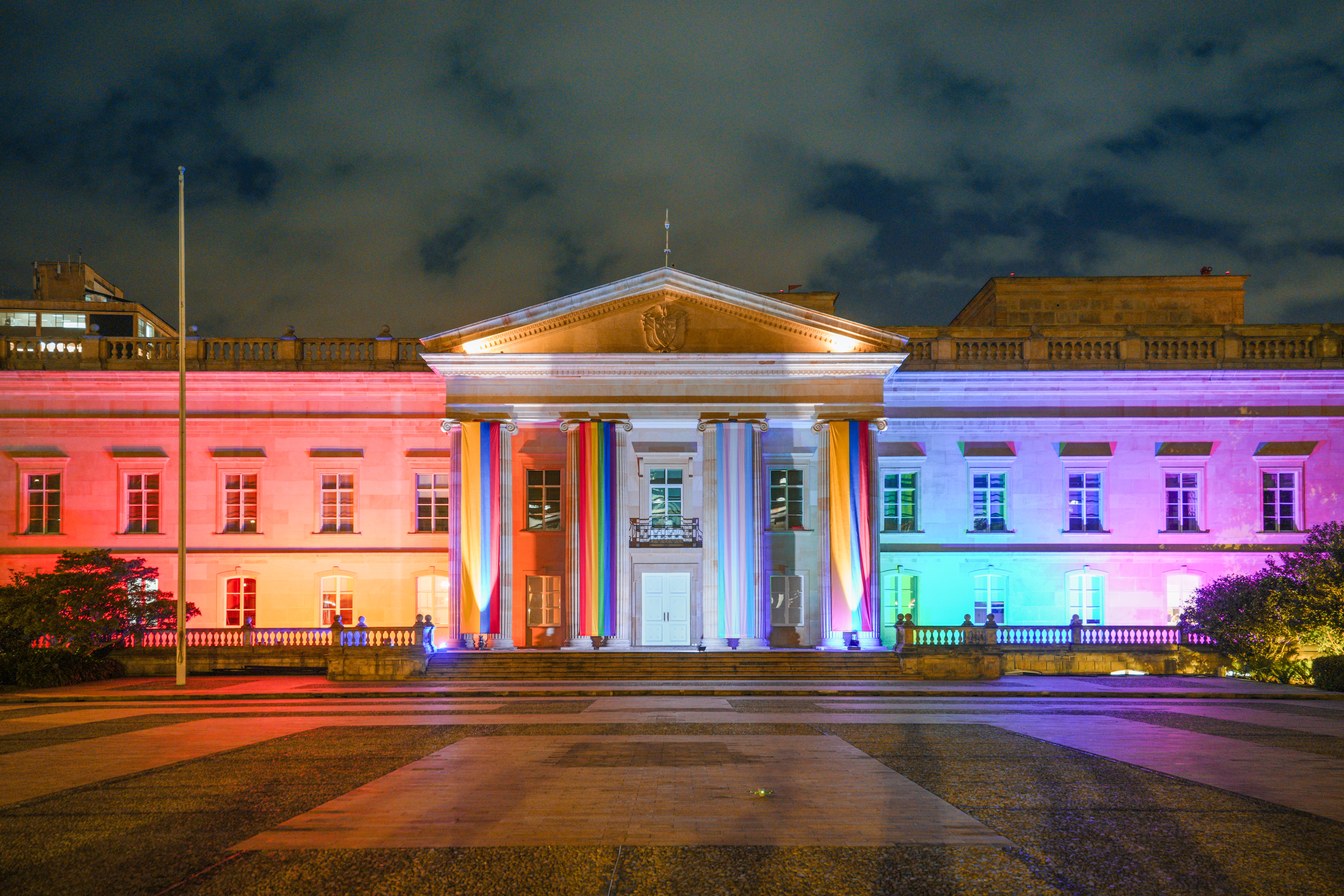
La residencia oficial del presidente de Colombia el día 28 de junio.

##### América del Norte
Las manifestaciones más importantes de la zona son la de Nueva York, San Francisco, Ciudad de México, Monterrey y Toronto.

##### América Central
Se realizan marchas en las ciudades de San José de Costa Rica, San Salvador en El Salvador y Ciudad de Panamá.

##### América del Sur
Destaca uno de los orgullos LGBT más multitudinarios del mundo: la marcha del Orgullo LGBT de São Paulo, con un número de asistentes que ronda entre los dos y los tres millones. Son también muy importantes las manifestaciones en Caracas, y Bogotá. En el caso de la marcha del orgullo de Buenos Aires, a partir del año 1992 comenzó a realizarse el primer sábado de noviembre en conmemoración del 30.º aniversario de la fundación de "Nuestro Mundo", el primer grupo homosexual de Argentina y de toda Latinoamérica. Por otro lado, ciudades como Guayaquil y Quito (Ecuador) y Lima (Perú) también se han sumado con sendas marchas. 
En este sector del mundo, se encuentra una enorme diversidad dentro de la lucha: colectivos trans, lésbicos, organizaciones que conjugan lo racial con la identidad de género y la orientación sexual, organizaciones cuyo eje es la prevención del VIH, entre otras, se reúnen para manifestarse. El panorama es muy desigual, mientras en algunos países existen normativas importantes que protegen los derechos de las personas LGBTI (matrimonio igualitario, ley de identidad de género, leyes antidiscriminación), en otros se lucha contra la persecución sistemática y hasta la penalización de las orientaciones e identidades que van contra lo hegemónico.

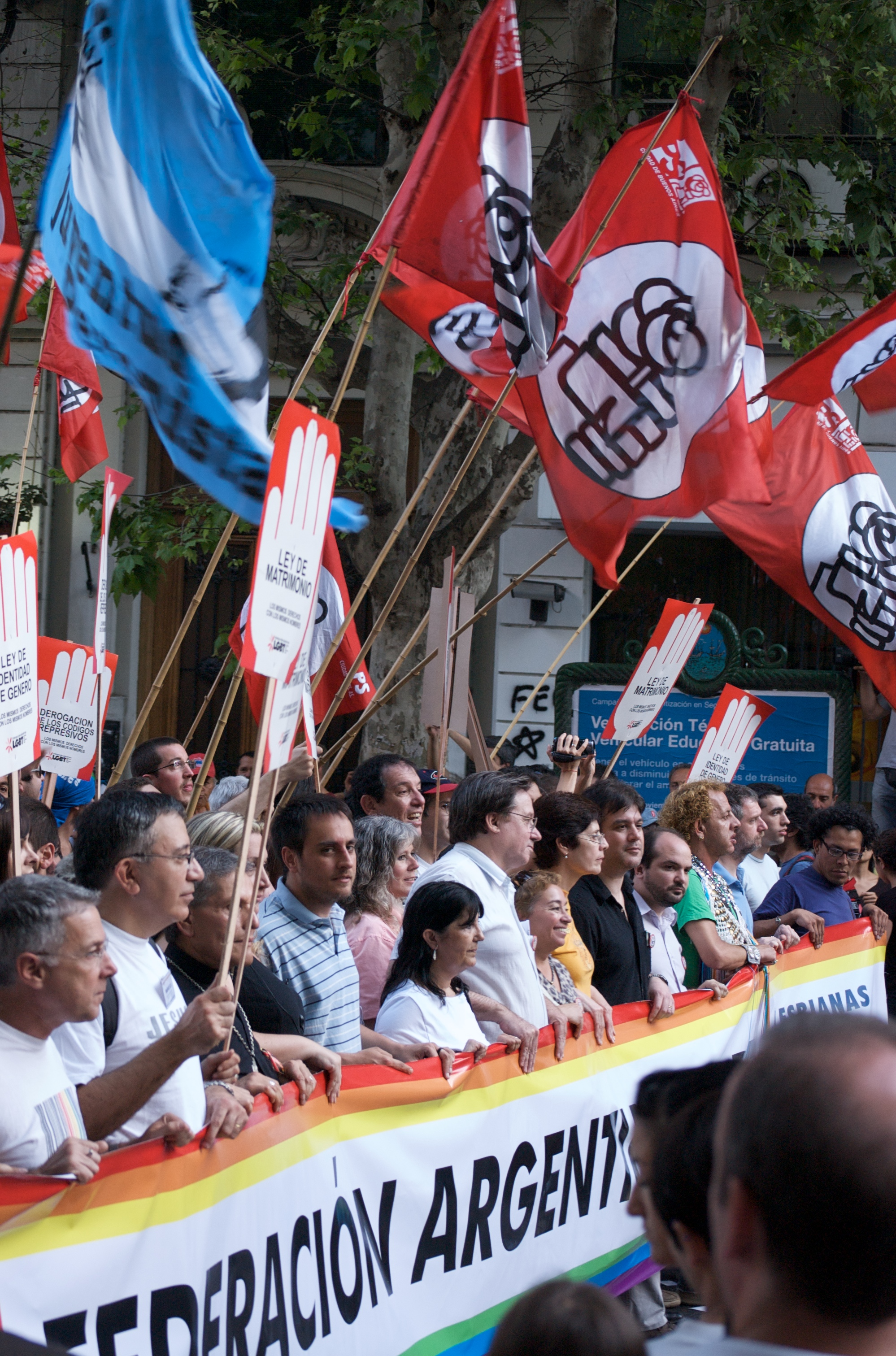
Marcha del Orgullo LGBTTTI en Argentina.

### Oceanía
En Australia destaca el Mardi Gras gay y lésbico de Sídney que, a diferencia de las otras marchas del Orgullo, se celebra en febrero y pone fin al verano austral.

### África
- Sudáfrica: la manifestación del Orgullo tiene lugar en Johannesburgo.[23]
- Namibia: el primer desfile se celebró en 2013, en la ciudad de Windhoek.
- Uganda: la celebración del Orgullo se llevó a cabo en 2016 con altercados policiales y detenciones de activistas.[24]

## Críticas

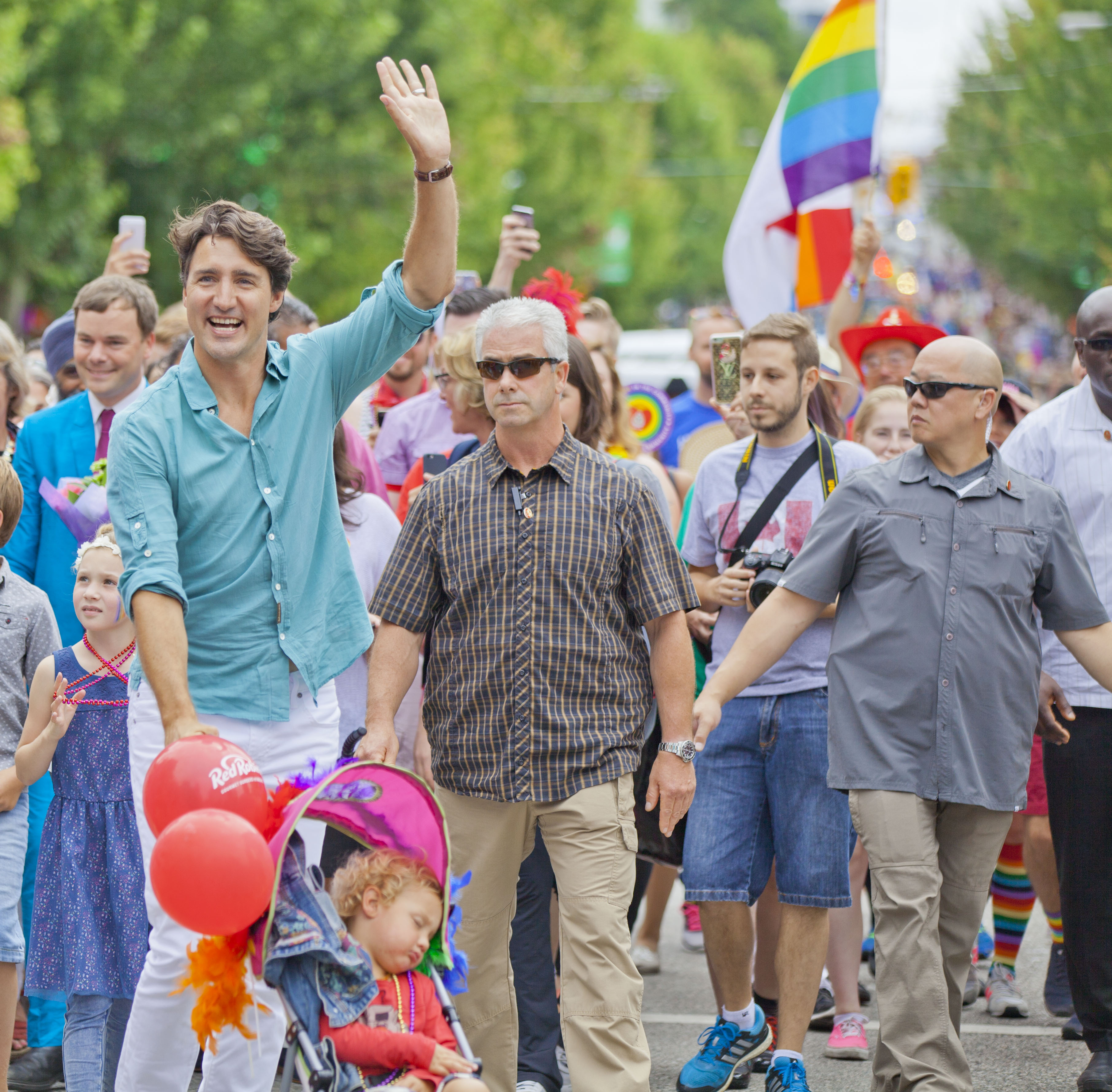
El primer ministro de Canadá, Justin Trudeau, marcha el día del orgullo LGBT (2016).

Diversas asociaciones y movimientos sociales han venido denunciando en los últimos años, en países como España, lo que a su juicio es un vaciamiento de las reivindicaciones de estos colectivos y la «mercantilización» de esta fecha. En este sentido, defienden la celebración de un Orgullo Crítico que no se limite a ser una «fachada comercial».
El formato bajo el que se suelen celebrar las marchas del Orgullo ha sido criticado por algunos activistas LGTB+ al considerarlo una banalización intencionada de un día que originariamente se creó para reivindicar los derechos del colectivo. Desde su punto de vista, al principio tenía un formato de manifestación completamente acorde con la intención de sus organizadores (sobre todo, activistas o simpatizantes del movimiento); sin embargo, a partir de los noventa, con la creciente aceptación de la comunidad homosexual gracias a la trayectoria del activismo, sostienen que ciertos empresarios gais comenzarían a tomar el control de los orgullos para reconducirlos hacia un formato lúdico con poca carga reivindicativa. Algunas voces llegan a tachar de peligroso este contexto, tanto por haber sentado un precedente de capitalización de una lucha social —aducen que en el futuro podría ocurrir algo similar con el 8 de marzo o el 1 de mayo—, así como por trasmitir una sensación de que ya no hay nada por lo que luchar, como si todo se hubiera conseguido. Con esta idea de corte capitalista, pareciera haberse creado una falsa ilusión de libertad y el fin de las opresiones hacia un colectivo que aún sufre el acoso en diversos ámbitos de su vida e incluso la condena en otros países. Por ello, suponen que, además de invisibilizar la situación real del colectivo, este formato de Marcha del Orgullo también invisibilizaría de manera consciente a toda aquella identidad LGBT+ que no se adscribiera a la norma heteropatriarcal, es decir, podría existir una exclusión premeditada de los transgéneros y transexuales, los asexuales, los bisexuales, las lesbianas, los intersexuales, las demás identidades del espectro queer y el hombre homosexual que no sigue los parámetros marcados por el capitalismo rosa (blanco, consumista, adinerado, con un determinado cuerpo según establece la norma, etc.), con el propósito de imponer desde el inicio el modelo cisheteronormativo a gente que cuestiona el sistema de poder y, así, bloquear la posibilidad de tejer una comunidad que obligue a cambiar las reglas creadas por el capitalismo y el patriarcado.
La Plataforma Orgullo Crítico Madrid describió el Orgullo Mundial que tuvo lugar en 2017 en Madrid de la siguiente manera:

Frente al Orgullo Mundial —o World Pride Incorporated, como nos gusta llamarlo— y su «viva la vida», este 2017 no dejamos de juntarnos, para estar más fuertes que nunca. Porque el 28J sigue siendo un día de denuncia, reivindicación y lucha de todas aquellas disidencias de género, sexuales, afectivas y relacionales, seguimos trabajando por un orgullo inclusivo, no mercantilizado, ni mercantilizable, ni consumible. Gritamos para denunciar la utilización capitalista y heteropatriarcal de nuestras disidencias, y cuestionamos un modelo como el de Chueca, donde el dinero y el ocio se venden como referentes de nuestra liberación.

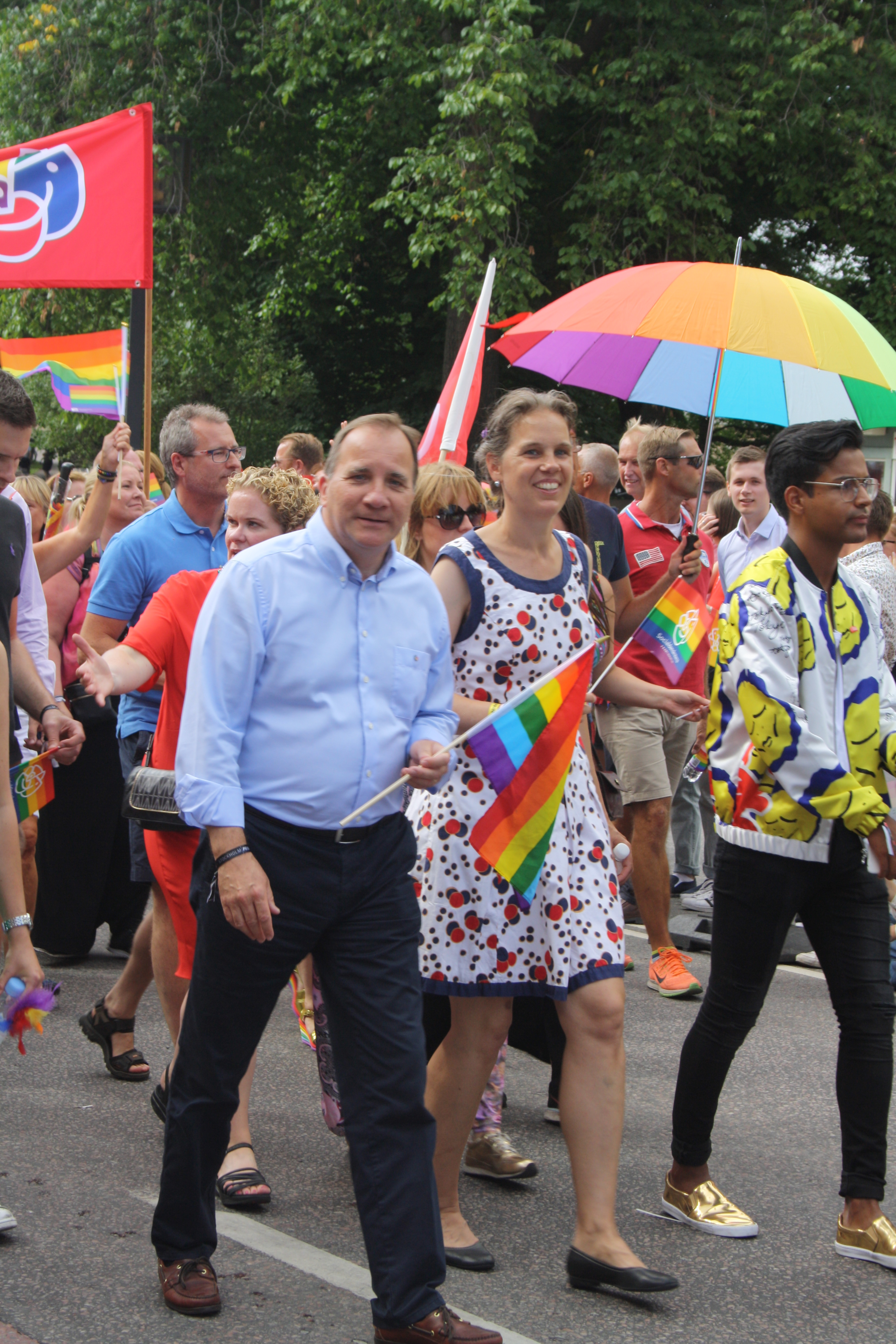
El primer ministro sueco Stefan Löfven participó en el desfile del Orgullo Gay de Estocolmo, el 30 de julio de 2016.

Dado el contexto sociocultural de los países en los que existe un mayor grado de tolerancia hacia los colectivos oprimidos y las minorías, hay corporaciones que deciden lanzar campañas en favor del colectivo LGBT+ durante la semana del Orgullo o suelen estar presentes en el desfile. Esto puede percibirse por algunos como un escaparate para que las empresas limpien su imagen al apoyar a la comunidad LGBT+ oportunistamente (pinkwashing) o para que se proclamen discursos homonacionalistas y se promuevan dinámicas de consumo que favorezcan la gentrificación. Otros han podido considerar una estrategia el hecho de mover la fecha de la reivindicación originaria (el 28 de junio) al 1 de julio para obtener mayores ingresos debido a la paga de fin de mes. La mercantilización del Día del Orgullo LGBT+ se produciría por un interés por parte de los mercados en el hombre homosexual debido al fenómeno DINK (del inglés Double income, no kids 'doble salario y sin hijos'), que tendría lugar cuando una pareja compuesta por dos hombres llegara a acumular más dinero que una pareja de dos mujeres, debido a la brecha salarial y por haber negado a las parejas del mismo sexo la posibilidad de adoptar o criar hijos, algo que, hasta la llegada del matrimonio igualitario, seguía ocurriendo en diversos países. Por este motivo, pudiera ser que algunas empresas vieran al colectivo gay como prometedores consumidores.
Con el auge de las libertades conseguidas por el movimiento LGBT+, hay ciertas voces que afirman que, ante una aparente mayor participación de la izquierda política que asume las demandas LGBT+ como propias, el elemento político presente en la celebración podría convertirse en un instrumento de presión para que los gobiernos se vieran obligados a legislar en favor del colectivo.
Algunos sectores llegan a rechazar la noción de «orgullo LGBT+», pues perciben un énfasis excesivo en la orientación sexual que no consideran importante y una falta de discreción o modestia, lo que en algún momento podría perjudicar, según su criterio, a la moral pública, a las creencias religiosas o incluso a los propios homosexuales, al mostrar estereotipos o hacer demasiada exhibición de sus derechos logrados. En cambio, proponen evitar un activismo «estridente», con el fin de incorporar más fácilmente el discurso por la igualdad del colectivo a las ideas comunes que marca la opinión pública. Otros críticos ven en la noción de «orgullo» un desprecio hacia la identidad de cada individuo, pues opinan que cada persona debe vivir su orientación sexoafectiva sin necesidad de identificarse con un estereotipo determinado.
En España, el escritor Sánchez Dragó, declarado pansexual, se ha manifestado crítico del "orgullo gay", confesando que no entiende la razón de dicho sentimiento, cuestionando la participación de "los políticos zurdos" en las marchas del orgullo debido a que en el pasado los partidos de izquierda tenían actitudes homofóbicas, y cuestionado a quienes organizaron una Marcha del Orgullo en España en 2016, por considerar "no grata" la presencia de políticos del Partido Popular (derecha).